# Neue Synagoge (Wormditt)

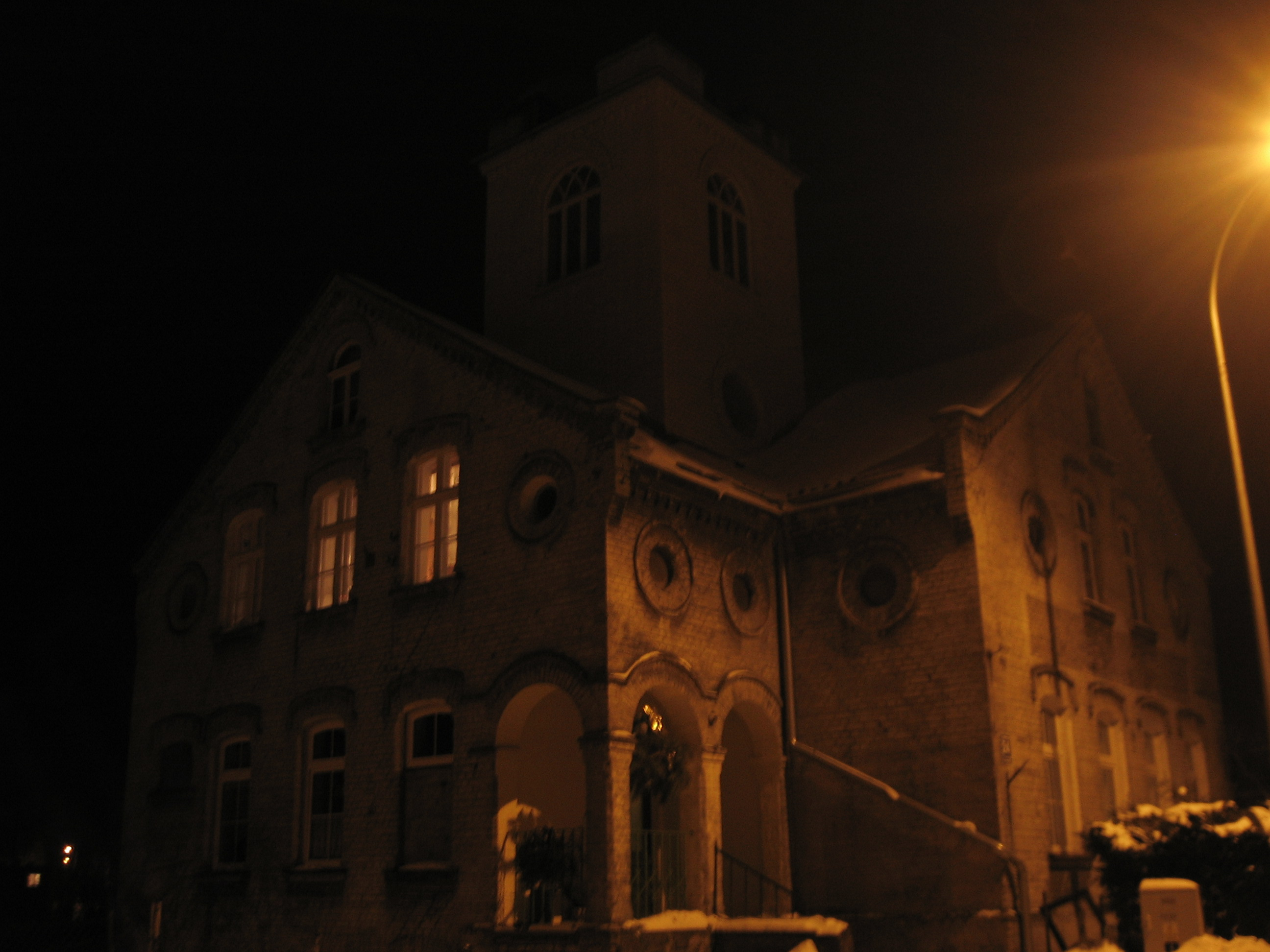
Ehemalige Synagoge

Die Neue Synagoge in Wormditt befand sich in der Kopernikusstraße 24. Das Gebäude wurde 1890 errichtet. Die Inneneinrichtung wurde beim Novemberpogrom 1938 zerstört. Das ehemalige Synagogengebäude blieb nach dem Krieg als Wohnhaus erhalten.